# ATC-kod C09: Medel som påverkar renin-angiotensinsystemet
ATC-kod C09: Medel som påverkar renin-angiotensinsystemet är en del av klassificeringssystemet ATC (Anatomical Therapeutic Chemical Classification System) för läkemedel och vissa andra medicinska produkter. ATC utvecklas av WHO och består av alfanumeriska koder indelade i grupper utifrån anatomi, medicinsk funktion och läkemedelstyp på 5 olika kodnivåer. Denna sida utgör innehållet i en specifik grupp på nivå 2.

## C09AACE-hämmare

### C09AA ACE-hämmare
C09AA01 Kaptopril
C09AA02 Enalapril
C09AA03 Lisinopril
C09AA04 Perindopril
C09AA05 Ramipril
C09AA06 Kinapril
C09AA07 Benazepril
C09AA08 Cilazapril
C09AA09 Fosinopril
C09AA10 Trandolapril
C09AA11 Spirapril
C09AA12 Delapril
C09AA13 Moexipril
C09AA14 Temokapril
C09AA15 Zofenopril
C09AA16 Imidapril

## C09BACE-hämmare, kombinationer

### C09BA ACE-hämmare ochdiuretika
C09BA01 Kaptopril och diuretika
C09BA02 Enalapril och diuretika
C09BA03 Lisinopril och diuretika
C09BA04 Perinopril och diuretika
C09BA05 Ramipril och diuretika
C09BA06 Kinapril och diuretika
C09BA07 Benazepril och diuretika
C09BA08 Cilazapril och diuretika
C09BA09 Fosinopril och diuretika
C09BA12 Delapril och diuretika
C09BA13 Moexipril och diuretika
C09BA15 Zofenopril och diuretika

### C09BB ACE-hämmare ochkalciumantagonister
C09BB02 Enalapril och lerkanidipin
C09BB04 Perindopril och amlodipin
C09BB05 Ramipril och felodipin
C09BB10 Trandolapril och verapamil
C09BB12 Delapril och manidipin

## C09CAngiotensin II-antagonister

### C09CA Angiotensin II-antagonister
C09CA01 Losartan
C09CA02 Eprosartan
C09CA03 Valsartan
C09CA04 Irbesartan
C09CA05 Tasosartan
C09CA06 Candesartan
C09CA07 Telmisartan
C09CA08 Olmesartan medoxomil

## C09DAngiotensin II-antagonister, kombinationer

### C09DA Angiotensin II-antagonister ochdiuretika
C09DA01 Losartan och diuretika
C09DA02 Eprosartan och diuretika
C09DA03 Valsartan och diuretika
C09DA04 Irbesartan och diuretika
C09DA06 Kandesartan och diuretika
C09DA07 Telmisartan och diuretika
C09DA08 Olmesartan medoxomil och diuretika

### C09DB Angiotensin II-antagonister ochkalciumantagonister
C09DB01 Valsartan och amlodipin
C09DB02 Olmesartanmedoxomil och amlodipin

## C09X Övriga medel som påverkarrenin-angiotensinsystemet

### C09XARenin-hämmare
C09XA01 Remikiren
C09XA02 Aliskiren

### Engelska
- WHO Collaborating Centre for Drug Statistics Methodology - ATC Index
- WHO Collaborating Centre for Drug Statistics Methodology - ATCvet Index

### Svenska
- SIL online
- FASS.se - ATC
- FASS.se - Veterinär-ATC
- Sök läkemedelsfakta - Läkemedelsverket
- Socialstyrelsen : Klassifikationer
- Nationellt produktregister för läkemedel - NPL